# Bao Youxiang
Bao Youxiang (en chino simplificado, 鲍有祥; pinyin, Bào Yǒuxiáng), también conocido por su nombre Wa Tax Log Pang (Wa Chino: Dax Lōug Bang) y su nombre birmano Pau Yu Chang (en birmano: ပေါက်ယူချန်း Pauk Yu-hkyan), es el actual presidente del Estado Wa, secretario general del Partido Unido del Estado Wa, y comandante en jefe del Ejército Unido del Estado Wa.

## Carrera Militar

### Partido Comunista de Birmania (1969–1989)
Bao se unió al brazo armado del Partido Comunista de Birmania (PCB) en 1969, y comenzó como comandante de batallón para su pueblo natal de Kumna, pero gradualmente se convirtió en el líder de una brigada que operaba cerca de la Frontera entre Myanmar y Tailandia. Como muchos habitantes Wa en el área en ese momento, Bao vio al PCB como una fuente de armamento moderno, entrenamiento de combate y amistad.
En 1989, el liderazgo del PCB fue desafiado por varios miembros del partido, lo que resultó en una rebelión interna que terminó con la disolución del brazo armado del PCB y el establecimiento de varias facciones nuevas, incluido el Ejército Unido del Estado Wa , que Bao eventualmente lideraría.

### Partido/Ejército Unido del Estado Wa (1989–presente)
Después de la caída del brazo armado del PCB, Bao se unió al Partido Unido del Estado Wa (PUEW), y su brazo armado, el Ejército Unido del Estado Wa (EUEW). En 1995, Bao fue elegido secretario general del PUEW y comandante en jefe del EUEW, después de que Zhao Nyi-Lai, el primer y anterior secretario general, sufriera un derrame cerebral. En 2005, la salud de Bao se deterioró y Bao Youyi, su hermano mayor, lo reemplazó.

## Primeros años
Bao Youxiang nació en 1949 de un jefe Wa en Kunma, una aldea Wa cerca de Gawng Lang, en el norte del Estado Shan. Bao era el segundo más joven de ocho hermanos de su familia y no fue más allá de su aldea durante su infancia. Cuando Bao tenía 21 años, se unió y finalmente dirigió un grupo Wa de guerrilla que  contrabandeó opio a través de la frontera entre China y Myanmar.
Bao ha sido el de facto presidente del Estado Wa desde 1995, una entidad autónoma en el norte del Estado de Shan que funciona independientemente de Myanmar. Ha instado constantemente al gobierno de Myanmar a dar más autonomía regional a las minorías étnicas en Myanmar, a cambio de un alto el fuego permanente y acuerdos de paz con grupos insurgentes armados.